# Prionosuchus
Prionosuchus foi o maior anfíbio que já existiu. Ele pertence à ordem extinta dos temnospondyli. Viveu durante o Período Permiano (há cerca de 270 milhões de anos) no local onde hoje fica o nordeste do Brasil. Os fósseis desse organismo foram descobertos na Formação Pedra do Fogo, na Bacia do Parnaíba, em 1948, tendo sido encontrados no Piauí e no Maranhão.

## Descrição

Prionosuchus plummeri em relação ao homem. Em verde, tamanho estimado do holótipo, e, em cinza, estimativa do maior espécime encontrado, BMNH R12005.

O Prionosuchus podia chegar a medir mais de quatro metros de comprimento, com base em estimativas de um dos maiores espécimes encontrados (BMNH R12005). Era um animal com o hábito de vida aquático e sua aparência lembrava muito a de um gavial (Crocodylia), com o focinho alongado, cheio de dentes pontiagudos, patas curtas e uma cauda achatada lateralmente. Sua dieta era carnívora, provavelmente baseada em peixes e outros vertebrados aquáticos. [carece de fontes?]

## Ecologia
A geologia da Formação Pedra de Fogo indica que o local habitado pelo Prionosuchus era um ambiente tropical úmido, provavelmente uma laguna com forte influência de antigos rios da região.